# سفارة دولة فلسطين لدى ألمانيا
سفارة دولة فلسطين لدى ألمانيا هي الممثلية الدبلوماسية العُليا لدولة فلسطين لدى ألمانيا. تقع السفارة في برلين. يشغل ليث عرفة منصب رئيس البعثة الفلسطينية لدى ألمانيا.

## وصلات خارجية
لم يتم العثور على روابط لمواقع التواصل الاجتماعي.

- الموقع الرسمي